# Jääkärimarssi
Jääkärimarssi (Jäger March), op. 91a (in finlandese: "marcia del soldato di fanteria") è il titolo di una marcia musicata (1917) dal compositore finlandese Jean Sibelius su testo del finlandese Heikki Nurmio, un comandante (Hilfsgruppenführer) del 27° Jägerkorp reale prussiano, un corpo militare di soldati finlandesi addestrato e inquadrato in Germania durante il primo conflitto mondiale.
Il Jääkärimarssi, di derivazione probabilmente tedesca, come suggerito dall'assonanza col titolo secondario Jäger-Marsch, fu scritta da Nurmio durante il conflitto russo-tedesco nel corso della Grande Guerra.
Successivamente Sibelius adattò e musicò il testo di Nurmio e la composizione venne eseguita per la prima volta a Helsinki il 19 gennaio 1918 dalla Akademiska sångföreningen diretta da Olof Wallin, per festeggiare il riconoscimento russo (4 gennaio 1918) della Finlandia, che si era autodichiarata indipendente dalla Russia il 6 dicembre 1917, a seguito della rivoluzione d'ottobre.
Nello stesso giorno iniziò la breve ma sanguinosa guerra civile che vide contrapposte le fazioni dei "Bianchi" (valkoiset) e dei "Rossi" (punaiset).
La marcia è ancor oggi adottata da diversi reggimenti militari finlandesi.